# Promontorio

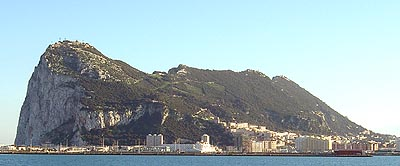
La rocca di Gibilterra

In ambito geografico il termine promontorio indica una sporgenza montuosa della costa che si protende nel mare o in un lago; tale tratto di costa può essere una penisola o una lingua di terra e può presentare un rilievo più o meno accentuato e sponde scoscese che scendono nell'acqua. In virtù della loro prominenza rispetto alla costa, in diversi promontori sono stati realizzati fari o rocche che hanno preso il nome del promontorio (es., faro di Hartland Point) di supporto alla navigazione o semplicemente come punti di avvistamento.